# Dybvad
Dybvad es una localidad situada en el municipio de Frederikshavn, en la región de Jutlandia Septentrional (Dinamarca), con una población en 2012 de unos 678 habitantes.
Se encuentra ubicada en el extremo norte de la península de Jutlandia, junto a la costa del Kattegat (mar Báltico).